# Rhea
Rhea es un género de aves paleognatas endémicas de América del Sur, popularmente conocidas como ñandúes. Existen dos especies: el ñandú común (Rhea americana) y el ñandú petiso (Rhea pennata).

## Características

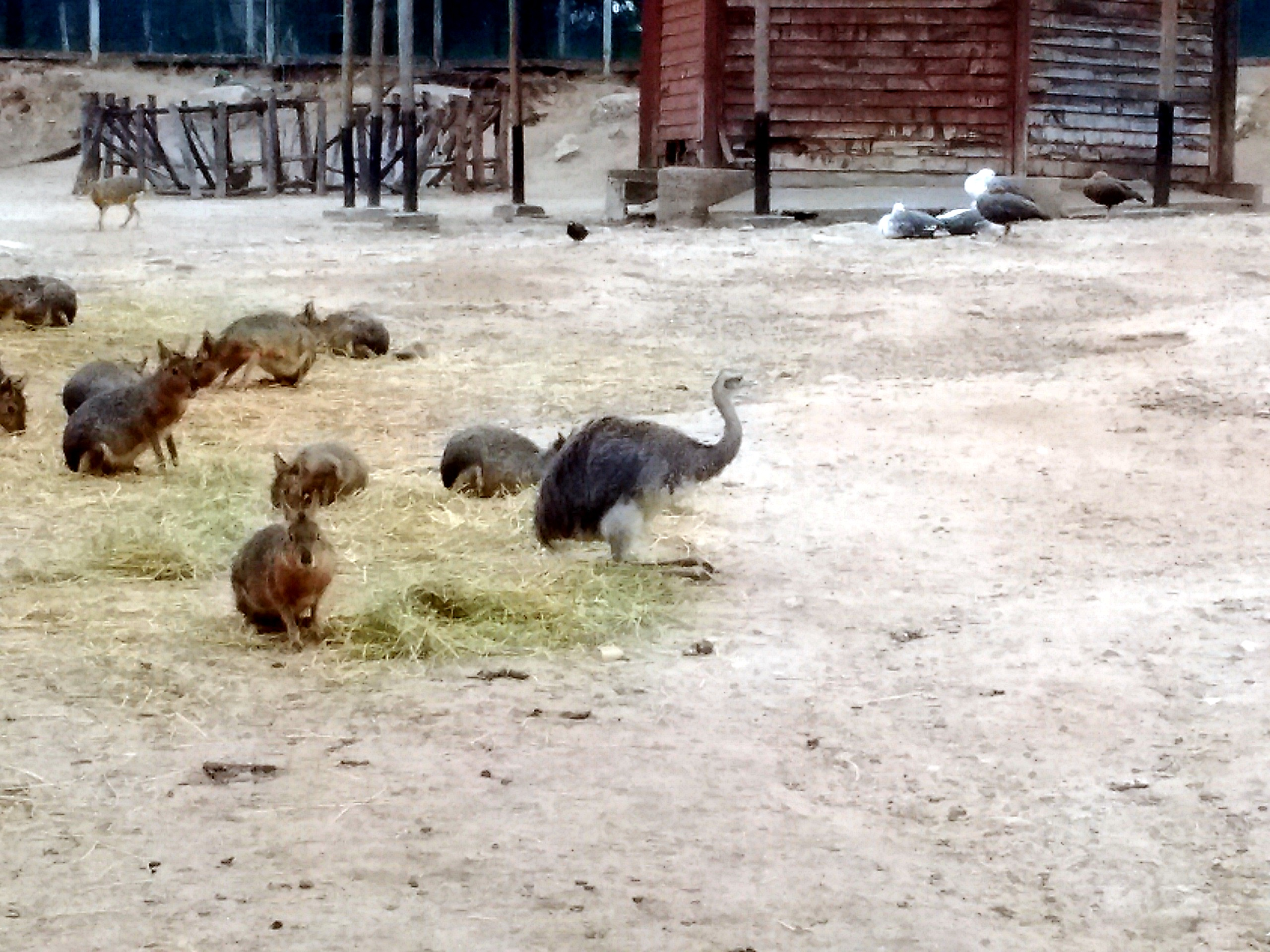
Convivencia en cautiverio de Dolichotis patagonum y ñandúes.

Son similares al avestruz; sin embargo, tienen marcadas diferencias como un menor tamaño, entre 1,50 y 1,80  metros de altura (la hembra es un poco más pequeña), o la presencia de tres dedos en cada pie mientras que el avestruz solo tiene dos. Hay dimorfismo sexual, pero no muy acentuado.

## Biología
El ñandú es incapaz de volar, sin embargo todo su cuerpo está adaptado para correr a gran velocidad si se ve en peligro, es torpe para saltar pero es un buen nadador si necesita cruzar algún curso de agua. Son animales gregarios, durante el otoño y el invierno conforman grandes grupos desde 20 a 30 individuos, aunque se han visualizado hasta 50 individuos juntos; estos grupos se van disgregando en grupos menos numerosos a la entrada de la época reproductiva, debido a que los machos empiezan a disputar entre sí por el derecho de apareamiento. Estos animales son netamente polígamos, practicando la poliginia y la poliandria. En épocas reproductivas encontramos grupos de un macho con varias hembras y grupos no reproductivos formados por juveniles y machos que no pudieron obtener hembras para aparearse.
Son grandes corredoras y uno de los animales más veloces del mundo, pudiendo llegar en rectas a superar los 80 kilómetros por hora. Tiene la habilidad de cambiar de dirección bruscamente en carrera, lo que usa frecuentemente como maniobra evasiva. 
Su dieta consiste en hierba, semillas, frutos, insectos, reptiles e incluso pequeños mamíferos. Su afición por las serpientes lo hace especialmente útil. Tiene un estómago con enzimas muy poderosas, por lo cual su voracidad es muy conocida.

### Reproducción
Los animales alcanzan la madurez sexual a los dos o tres años. La temporada de apareamiento de las aves es de septiembre a diciembre en su área de distribución natural. 
Los ñandúes viven en forma polígama: un gallo asegura un territorio y reúne a su alrededor el mayor número posible de hembras. Los machos competidores son ahuyentados con patadas y golpes con el pico. Al final quedan de dos a doce hembras en el territorio del gallo, que ahora comienza el espectáculo de cortejo. Camina por su harén, mantiene las alas extendidas y las plumas del cuello levantadas y emite el típico sonido nan-du. Luego, el gallo se aparea con todas las hembras de su harén.

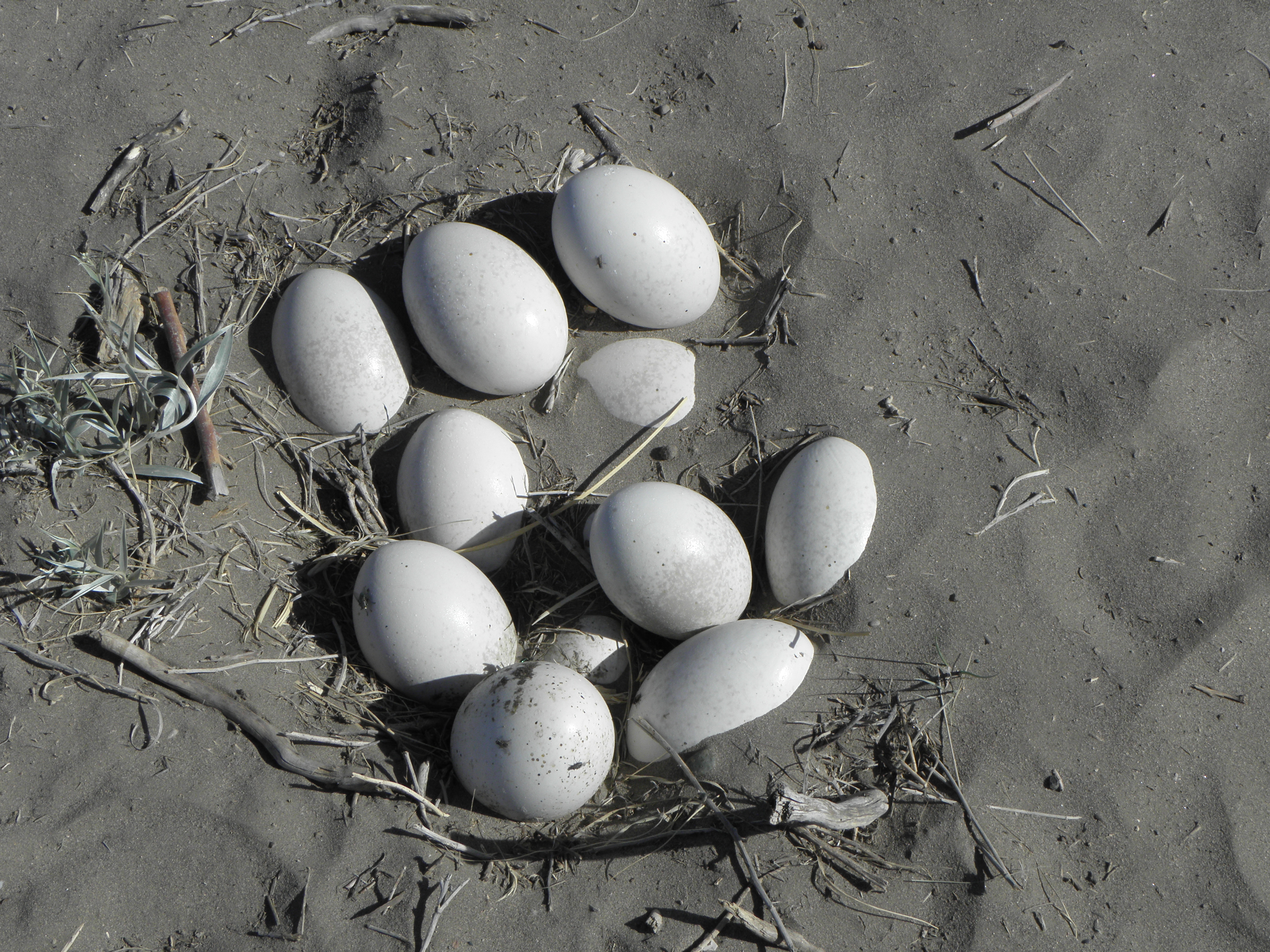
Huevos de ñandú en el nido.

Las hembras ponen sus huevos en un nido dispuesto por el gallo. Es una depresión en la tierra en terrenos abiertos con poca vegetación aproximadamente, mide 1 m de ancho y 12 cm de profundidad. Al final hay entre 13 y 30 huevos en el nido en un intervalo de 6 días, en casos muy raros hasta 80 huevos. Los huevos son grandes (9 x 13 cm) de color amarillento, aunque con el tiempo se vuelven blanquecinos. Una vez que las gallinas han puesto los huevos, siguen adelante. Si se topan con el territorio de otro gallo, allí todo se repite. El macho permanece solo y, por tanto, es responsable de la cría. Durante la temporada de incubación, de 35 a 40 días, es extremadamente agresivo con todos los intrusos de la misma o diferente especie. Este comportamiento también afecta a las hembras que recién llegan a poner sus huevos. Como el gallo no los deja entrar al nido, tienen que poner los huevos fuera del nido. En casi todos los territorios del ñandú hay numerosos huevos que rodean el nido formando un anillo y se pudren. Sin embargo, este aparente desperdicio tiene sus usos: los huevos podridos atraen a las moscas, que sirven de alimento al macho indispensable durante la reproducción. De vez en cuando, una pareja de dos gallos, sentados muy juntos, eclosionan sus huevos al mismo tiempo y luego crían a sus crías juntos. 
Después de la eclosión, las crías permanecen con su padre durante unos seis meses, quien las vigila atentamente y continúa ahuyentando a los intrusos del territorio. Los polluelos emiten constantemente silbidos para poder encontrarlos rápidamente si se pierden. Si esto aún sucede, otros gallos pueden adoptar un polluelo de ñandú.

## Distribución
Los ñandúes son propios de Sudamérica únicamente y se limitan dentro del continente a Argentina, Bolivia, Brasil, Chile, Paraguay, Perú y Uruguay. Son aves de pastizal y ambas especies prefieren las tierras abiertas. Los ñandúes viven en pastizales abiertos, pampas y el chaco. Prefieren criar cerca del agua y prefieren las tierras bajas, rara vez habitan en terrenos a más de 1500 m s. n. m. Por otro lado, el ñandú menor habitará en la mayoría de los matorrales, pastizales, incluso en la puna desértica hasta los 4500 metros (4921,3 yd)..

### Poblaciones asilvestradas en Europa
Una pequeña población de ñandúes ha surgido en Mecklemburgo-Pomerania Occidental, al noreste de Alemania, después de que varias parejas escaparan de una granja de carne exótica cerca de Lübeck a finales de los años noventa. En contra de lo esperado, las grandes aves se adaptaron bien a las condiciones del campo alemán. Desde 2008 existe un sistema de seguimiento. En 2014, ya había una población de más de 100 aves en un área de 150 kilómetros cuadrados (57,9 mi²) entre el río Wakenitz y la autopista A20, expandiéndose lentamente hacia el este.

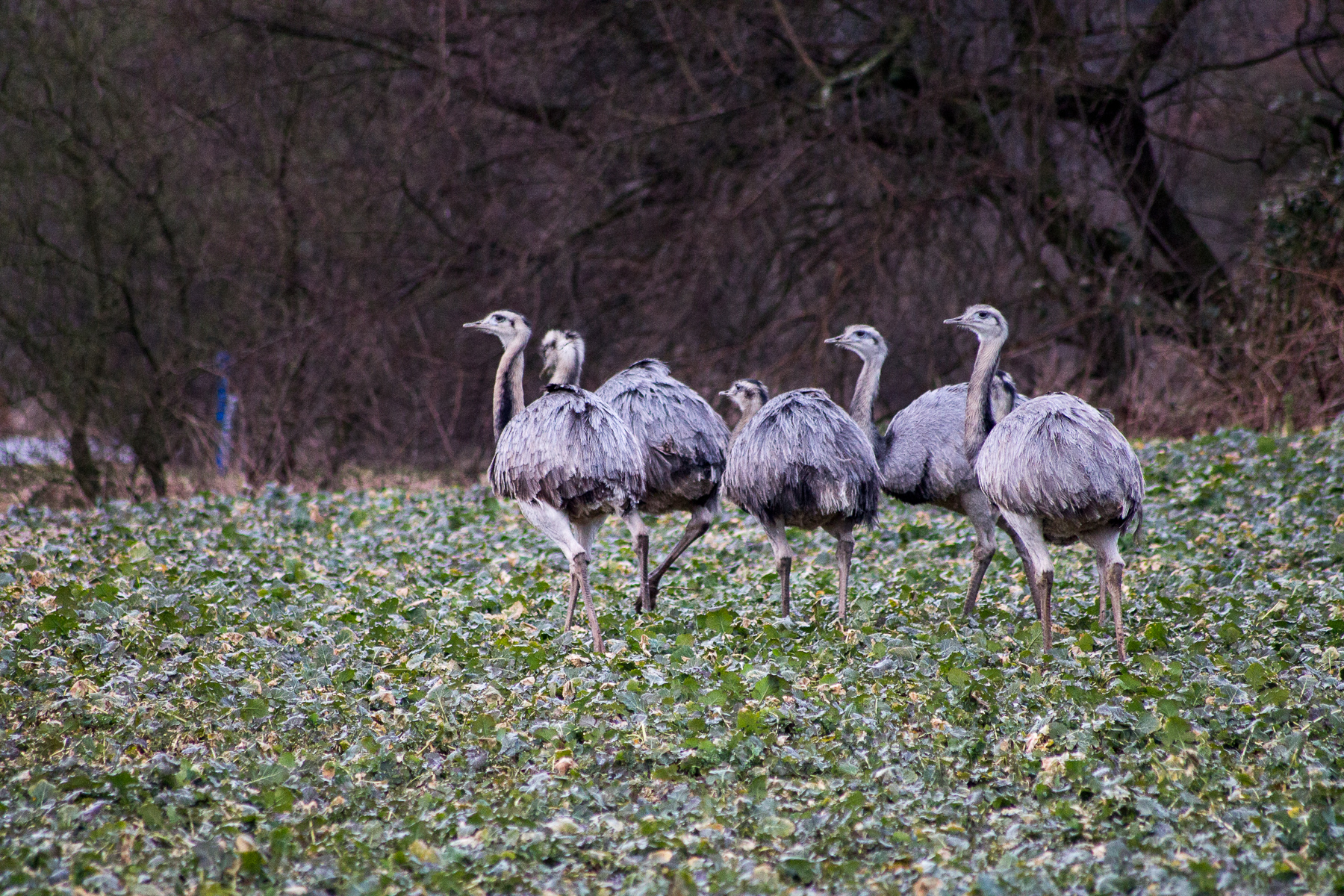
Grupo de ñandúes asilvestrados en Alemania.

La población creció de forma constante durante varios años. En otoño de 2018 su número había aumentado mucho, hasta unos 600 ejemplares. Por ello, los agricultores locales denuncian daños cada vez mayores en sus campos, y algunos biólogos afirman que los ñandúes suponen un riesgo creciente para la fauna local. Todavía protegidos por la ley alemana de conservación natural, se ha iniciado un debate local sobre cómo manejar la situación. Finalmente, el gobierno de Mecklemburgo-Pomerania Occidental permitió una caza limitada de las aves, explícitamente para reducir el crecimiento de la población y no para aniquilarlas. En ese momento, se acordó que el ñandú debía permanecer en la región. En la primavera de 2021, sólo se habían contabilizado 247 ñandúes; esta evolución se atribuyó tanto a la caza como a la mayor cautela de los animales. Algunos habían empezado a evitar a los humanos más que antes y se habían retirado a los bosques.  Algunos miembros de esta población de ñandúes también se han expandido a otras zonas; al menos dos ñandúes individuales que probablemente procedían de Mecklemburgo-Pomerania Occidental fueron avistados en el Parque Natural de Alto Fläming de Brandeburgo, a más de 200 kilómetros (124,3 mi) de su área de distribución habitual.
También parece existir una pequeña población de ñandúes salvajes en el Reino Unido. En marzo de 2021, se informó de que un grupo de unos 20 ñandúes andaba suelto en una urbanización de Hertfordshire. La policía local no pudo identificar a ningún propietario, por lo que se supuso que eran aves salvajes. Una vez capturados, las autoridades pretenden colocarlos en una reserva natural adecuada para que puedan desarrollarse como colonia.

## Sistemática y evolución
Las relaciones filogenéticas de los ñandúes con respecto al resto de los paleognatos es incierta, variando según los estudios moleculares y morfológicos. Los últimos estudios moleculares ubican a los ñandúes como el grupo hermano de un clado conformado por los kiwis, los casuario y los emúes. Por otra parte, el estudio de datos morfológicos de Livezey & Zusi (2007) agrupan a los ñandúes como el grupo hermano de las avestruces, estando este clado emparentado con los casuarios y los emúes.
|  | Tinamidae         |
|  |                   |
|  | Dinornithiformes† |
|  |                   |

|  | Apterygidae                                                |
|  |                                                            |
|  | \| \| Casuariidae \| \| \| \| \| \| Dromaiidae \| \| \| \| |
|  |                                                            |
|  | Casuariidae                                                |
|  |                                                            |
|  | Dromaiidae                                                 |
|  |                                                            |

|  | Casuariidae |
|  |             |
|  | Dromaiidae  |
|  |             |

|  | Apterygidae                                                |
|  |                                                            |
|  | \| \| Casuariidae \| \| \| \| \| \| Dromaiidae \| \| \| \| |
|  |                                                            |
|  | Casuariidae                                                |
|  |                                                            |
|  | Dromaiidae                                                 |
|  |                                                            |

|  | Casuariidae |
|  |             |
|  | Dromaiidae  |
|  |             |

|  | Tinamidae         |
|  |                   |
|  | Dinornithiformes† |
|  |                   |

|  | Apterygidae                                                |
|  |                                                            |
|  | \| \| Casuariidae \| \| \| \| \| \| Dromaiidae \| \| \| \| |
|  |                                                            |
|  | Casuariidae                                                |
|  |                                                            |
|  | Dromaiidae                                                 |
|  |                                                            |

|  | Casuariidae |
|  |             |
|  | Dromaiidae  |
|  |             |

|  | Apterygidae                                                |
|  |                                                            |
|  | \| \| Casuariidae \| \| \| \| \| \| Dromaiidae \| \| \| \| |
|  |                                                            |
|  | Casuariidae                                                |
|  |                                                            |
|  | Dromaiidae                                                 |
|  |                                                            |

|  | Casuariidae |
|  |             |
|  | Dromaiidae  |
|  |             |

|  | Tinamidae         |
|  |                   |
|  | Dinornithiformes† |
|  |                   |

|  | Apterygidae                                                |
|  |                                                            |
|  | \| \| Casuariidae \| \| \| \| \| \| Dromaiidae \| \| \| \| |
|  |                                                            |
|  | Casuariidae                                                |
|  |                                                            |
|  | Dromaiidae                                                 |
|  |                                                            |

|  | Casuariidae |
|  |             |
|  | Dromaiidae  |
|  |             |

|  | Apterygidae                                                |
|  |                                                            |
|  | \| \| Casuariidae \| \| \| \| \| \| Dromaiidae \| \| \| \| |
|  |                                                            |
|  | Casuariidae                                                |
|  |                                                            |
|  | Dromaiidae                                                 |
|  |                                                            |

|  | Casuariidae |
|  |             |
|  | Dromaiidae  |
|  |             |

|  | Tinamidae         |
|  |                   |
|  | Dinornithiformes† |
|  |                   |

|  | Apterygidae                                                |
|  |                                                            |
|  | \| \| Casuariidae \| \| \| \| \| \| Dromaiidae \| \| \| \| |
|  |                                                            |
|  | Casuariidae                                                |
|  |                                                            |
|  | Dromaiidae                                                 |
|  |                                                            |

|  | Casuariidae |
|  |             |
|  | Dromaiidae  |
|  |             |

|  | Apterygidae                                                |
|  |                                                            |
|  | \| \| Casuariidae \| \| \| \| \| \| Dromaiidae \| \| \| \| |
|  |                                                            |
|  | Casuariidae                                                |
|  |                                                            |
|  | Dromaiidae                                                 |
|  |                                                            |

|  | Casuariidae |
|  |             |
|  | Dromaiidae  |
|  |             |

Cladograma basado en Baker et al. (2014).

### Fósiles
- †R. anchorenense (Ameghino & Rusconi 1932) [Rhea americana anchorenense Amcghino & Rusconi 1932]
- †R. fossilis (Moreno & Mercerat 1891) [Pterocnemia fossilis (Moreno & Mercerat 1891); Rhea pampeana (Moreno & Mercerat 1891)]
- †R. mesopotamica (Agnolín & Noriega 2012) [Pterocnemia mesopotamica Agnolín & Noriega 2012]
- †R. subpampeana Moreno & Mercerat 1891

## Situación y conservación
El número de ejemplares de ñandú común y ñandú de la puna está disminuyendo a medida que se reduce su hábitat. La UICN los considera casi amenazados. La misma también afirma que ambos se acercan al estatus de vulnerable. El ñandú menor está clasificado como de preocupación menor.

## Interacción humana

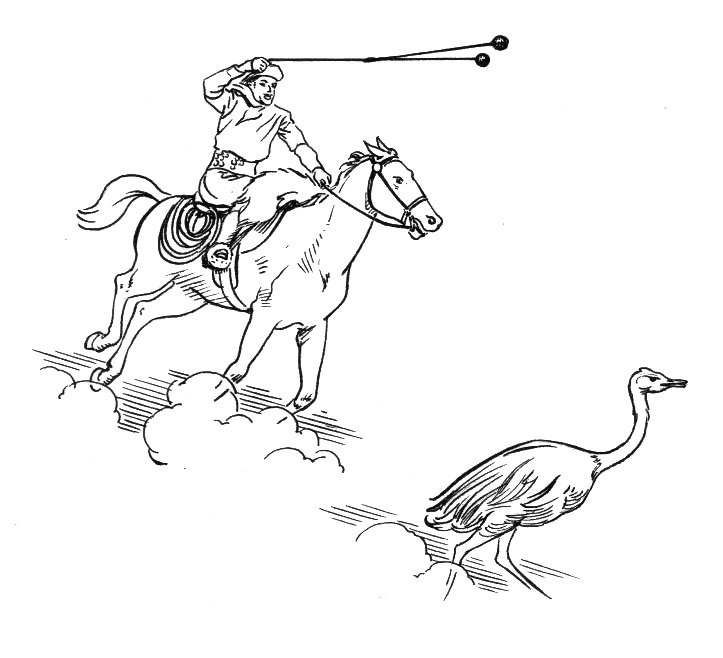
Dibujo que muestra la caza del ñandú con boleadoras.

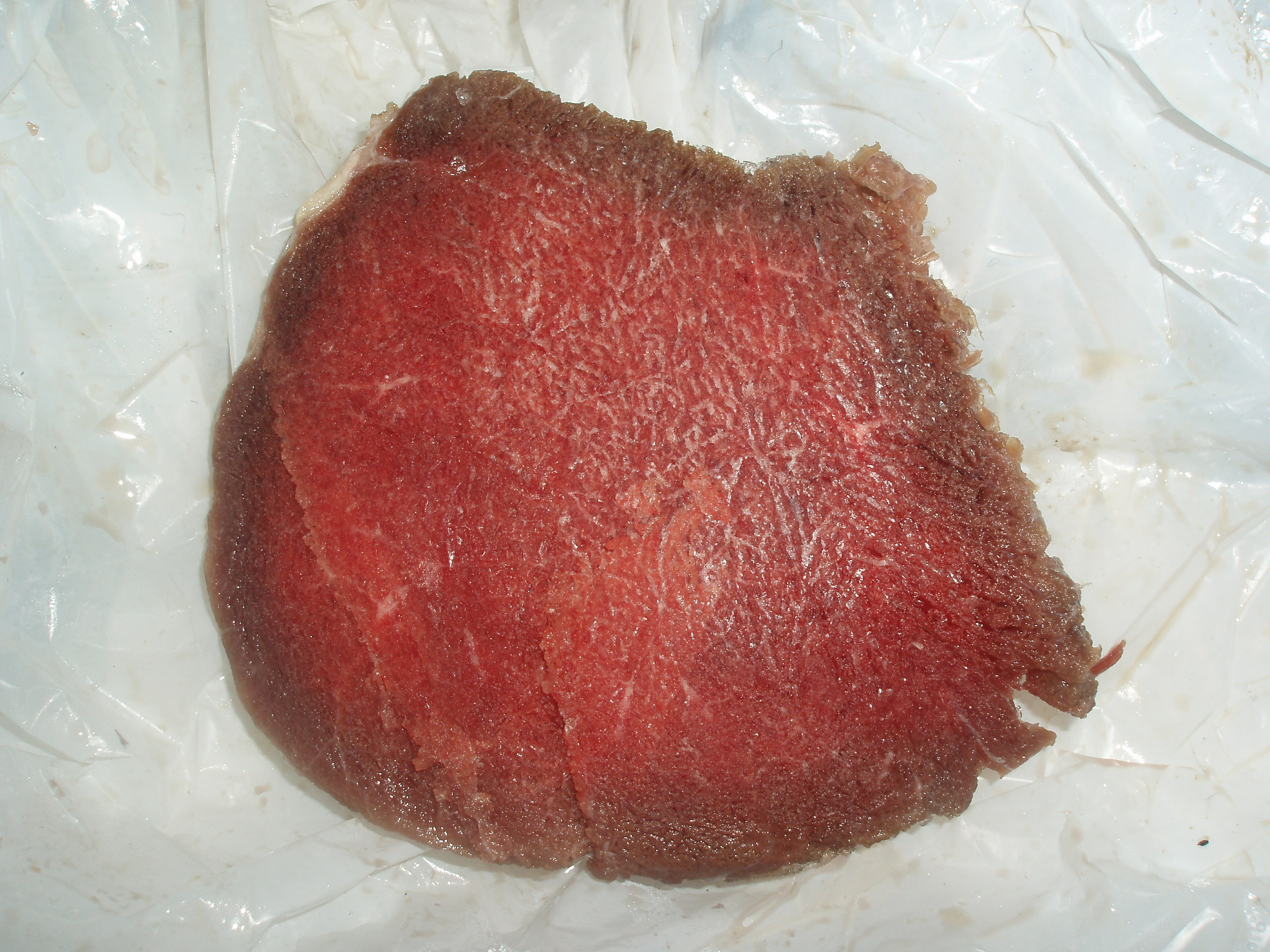
Carne de ñandú

Los ñandúes se usan con muchos propósitos en Sudamérica. Las plumas se utilizan para hacer plumeros, las pieles se usan para hacer capas o cuero, y su carne es un alimento básico para mucha gente.
Tradicionalmente, los gauchos cazan el ñandú a caballo, lanzando bolas o boleadoras a sus patas, lo que inmoviliza al ave. El ñandú aparece en la moneda argentina de 1 centavo acuñada en 1985 y en la uruguaya de 5 pesos.

## Etimología
El nombre "rhea" fue utilizado en 1752 por Paul Möhring y adoptado como nombre común en inglés. Möhring bautizó al ñandú con el nombre del titán griego Rea, cuyo nombre en griego antiguo (Ῥέα) se cree que proviene de ἔρα "tierra". Esto encajaba con el hecho de que el ñandú fuera un ave terrestre no voladora. Dependiendo de la región sudamericana, el ñandú es conocido localmente como ñandú guazu/ñanduguasu (guaraní, que significa araña grande, muy probablemente en relación con su costumbre de abrir y bajar las alas alternas cuando corre), ema (portugués), suri (idioma aimara y quechua), o choique (mapudungun). Ñandú es el nombre común en muchas lenguas europeas y a veces también puede oírse en inglés